# EVEシリーズ
『EVEシリーズ』（イヴ・シリーズ）は、姫屋ソフトのゲームブランドのシーズウェアが製作したアドベンチャーゲームシリーズ。

## 概要
1995年にPC-9800シリーズ用ソフトとして第1作となる『EVE burst error』が発売。私立探偵・天城小次郎と国家エージェント・法条まりなの2人の主人公を交互に操作し物語を進行させる「マルチサイトシステム」が特徴の推理サスペンス調のアドベンチャーゲームである。本作はアダルトゲーム市場で大ヒットを記録し、1997年には家庭用ゲーム機のセガサターンに移植され、20万本近いセールスを達成するなど、アドベンチャーゲームの歴史に名を刻む。
以降シリーズ化され、『EVE The Lost One』（1998年）、『ADAM THE DOUBLE FACTOR』（1999年）、『EVE ZERO』（2000年）、『EVE The Fatal Attraction』（2001年）、『EVE new generation』（2006年）、『EVE rebirth terror』(2019年)とリリースされた。また、各ゲーム機などへの移植・リメイク版が制作されており、特に1作目は『EVE burst error PLUS』（2003年、PlayStation 2、以下PLUS）、『EVE』（2003年、Windows）、『burst error EVE the 1st.』（2010年、PlayStation Portable）、『EVE burst error R』（2016年、PlayStation Vita）、『EVE burst error A』（2016年、Windows）と数多い。
一方で、『EVE The Lost One』以降は、1作目の主要スタッフで企画・脚本・ゲームデザイン・プログラムを担当した剣乃ゆきひろ、キャラクターデザイン担当の田島直、音楽担当の梅本竜などはシーズウェアを退職しており、シリーズを重ねるたびに中核スタッフは変更されるようになった。ゲーム売り上げ面も第2作『EVE The Lost One』では前作を上回るも、以降は下降線をたどっていった。
また、シーズウェアブランドは2003年以降事実上活動が停止し、販売元のゲームビレッジ（ネットビレッジ）も『PLUS』の販売不振によりゲーム事業部が縮小された。2006年以降は角川書店から発売されている。なお、同シリーズの版権は他社へ移譲されたといわれていたが、2006年8月31日発売の『EVE new generation』（販売元角川書店、開発元F&C）には著作権者としてシーズウェアの名が記されている。
なお、本シリーズを題材にしたノベライズ本も出版されており、執筆者は『EVE The Lost One』のシナリオライターで後に直木賞受賞作家となる桜庭一樹（名義は山田桜丸）。

## 作品一覧
ここでは各シリーズ作品とそのリメイク作、追加要素のある改題作のみ記述し、機種移植作や限定版・廉価版などは除外するものとするが、1作目に関しては追加要素の変移がいちじるしく、言葉通りの移植かリメイクかの線引が非常に難しいため、シリーズの原点である原作のみ示す（詳しくは当該記事の各タイトル節にて参照のこと）。
- 悦楽の学園（PC-9801VM以降：1994年2月25日発売）
事実上の前日譚的な作品で「EVEシリーズの静かなる序章」と位置付けられている。松乃広美、氷室恭子が出演。
- EVE burst error（PC-9801UX以降：1995年11月22日発売、Windows 98 - XP：2003年11月28日発売）
- EVE The Lost One（セガサターン：1998年3月12日発売、PlayStation：1998年12月23日発売）
  - THE LOST ONE Last chapter of EVE（Windows：2000年6月2日発売）
- ADAM THE DOUBLE FACTOR（Windows：1999年6月18日発売）
  - EVE The Fatal Attraction（PlayStation：2001年9月27日発売）
- EVE ZERO（PlayStation：2000年3月30日発売）
  - EVE ZERO -ark of the matter-（Windows：2000年6月23日発売）
  - EVE ZERO 完全版 -ark of the matter-（ドリームキャスト：2001年3月22日発売）
- EVE new generation（PlayStation 2：2006年8月31日発売）
  - EVE 〜new generation X〜（Windows：2007年3月23日発売）
- EVE雀（Windows：2008年7月25日発売）
- EVE rebirth terror（PlayStation 4、 PlayStation Vita：2019年4月25日発売）
- EVE ghost enemies（Nintendo Switch、PlayStation 4：2022年6月30日発売）

## 登場人物
以下、第1作目『EVE burst error』は原作/SS版/Win95版も含めてbe、『EVE burst error PLUS』と『EVE』はPLUSとPLUS18禁およびPLUSシリーズ、『burst error EVE the 1st.』は1st、『EVE burst error R』はR、第2作目『EVE The Lost One』はリメイクの『The Lost One Last Chapter of Eve』も含めてTLO、第3&5作目『ADAM THE DOUBLE FACTOR』と『EVE The Fatal Attraction』はADAMとTFA、第4作目『EVE ZERO』はZERO、第6作目『EVE new generation』と『EVE 〜new generation X〜』はngとngX、第7作目『EVE rebirth terror』はrtのように略記する。
さらに総称する場合は、1作目では『PLUSシリーズ』『1st』『R』も含めてのbeシリーズ、3&5作目ではTFAシリーズ、6作目では『EVE雀』も含めてのngシリーズなどと称する。
ただし、必要があれば『burst error』のようにサブタイトルをそのまま記す。

### 主人公
天城小次郎（あまぎ こじろう）
- 声：子安武人（be/PLUS/R/ZERO/TLO/TFA/ng）/十文字隼人（PLUS18禁）/不明（ADAM）/ワッショイ太郎（ngX/EVE雀）

『beシリーズ』『EVE ZERO』『EVE The Fatal Attraction』『EVE new generation』における主人公の一人で、『EVE The Lost One』にも登場。
前髪で目が隠れ、長髪であるのがトレードマーク。推理力は高い反面、デスクワークは苦手で、捜査も頭を使うというより探偵としてのカンを頼りにし、数々の難事件を解決している。
かつては養父の源三郎に代わって探偵業界でも有名な実績を誇る「桂木探偵事務所」の所長代理を務めており、その娘の弥生とは姉弟同然に育ちながら恋人関係にもなっていたが、源三郎の不正を告発した事で桂木探偵事務所を辞職して弥生とも別れ、埠頭の倉庫街にある12番倉庫 を改装して「あまぎ探偵事務所」を開業した。ただし依頼内容の殆どは浮気調査やペット探しばかりであり、家計も火の車同然だった頃に『be』の事件に関ることになった。現在は初および唯一の所員として氷室恭子を雇っている。
推理中は冷徹なイメージが強く、実際に他人を見下してしまいがちな言動を取ることもあるが、根は優しく正義感が強い。基本はお調子者かつ女好きで猥談を好み、性欲にも流されやすくほぼ全シリーズで弥生や氷室を含め多くの女性と肉体関係（未遂も含め）を持つ。しかし本質的に女性に優しい性格からか、恨みを買う事は殆ど無く、むしろ男の甲斐性として受け入れられてしまう事もある一方、他者から縛られる生き方を嫌う。もっとも、小次郎自身も自身の女性関係の派手さについては強く自覚しており、『ng』では弥生にもっと誠実で真面目な男と付き合うべきだと諭してもいる。
父親の天城健は遺伝子工学者で、「XTORT（エクストート）」と呼ばれる研究に着手していたが、小次郎の中学生時代にXTORTの独占を目論む者達の陰謀によって小次郎の母と共に殺されてしまい、健の知人である探偵の桂木源三郎に拾われ、探偵としてのノウハウを学ぶ。
愛銃はグロック22カスタマイズ
『TFAシリーズ』では安藤左衛門との縁によりマシンピストルのステアーTMP、外車のアルファロメオ・デュエットを所有している。
ゲーム雑誌の人気投票では1位になった。
法条 まりな（ほうじょう まりな）
- 声：岩男潤子（be/TLO）/三石琴乃（PLUS/R/ZERO/TFA/ng/rt）/如月美琴（PLUS18禁）/不明（ADAM）/風音（ngX/EVE雀）

『beシリーズ』『EVE ZERO』『EVE The Fatal Attraction』『EVE new generation』における主人公の一人で、『EVE The Lost One』にも登場。
元警視庁公安第六課所属の捜査官（ZERO）で、現在は内閣調査室（JCIA）に所属する1級捜査員。
いつもは明るくいい加減で、がさつな性格をしているが、甲野からは色々な人間に頼られ好かれる気質の持ち主と評している。
小次郎の恋人である弥生とは、アメリカでの留学中に知り合い、以降親友として付き合っており、当時は弥生がFBIに入る事を目標としていたのに対して、自身はCIAに入る事を目標としていた。任務達成及び検挙率が99パーセントを誇るスーパーエージェントであり、任務のためには命令無視や規律違反も辞さないが、甲野本部長のことだけは信頼している。ヘロイン・シンジケートのスパイに機密を漏らしてしまった事でアメリカに左遷されていたが、甲野の根回しによって帰国を許された。その甲野とは、高校に入ったばかりの時に出会っていたが、その時は今とは打って変わって絶対に笑わない性格をしており、常に父親と行動を共にしていたとされている。
『be』の御堂真弥子との出会いはその後のまりなの人生に大きな影響を与えることとなった。小次郎については弥生から色々と聞いてはいたが、初めて知り合ったのは『be』の事件で、以降奇妙なコンビ関係となっている。『be』以降は一時第一線を退いて教官職に就き、桐野杏子や見城陽一といったエージェントを育て上げる。しかし『TFAシリーズ』からは再び第一線に復帰した。
男性不信が長く初体験は『be』から約2年前の22歳の時でカレッジの助教授との不倫。アメリカ在住の頃は婚約者がいたが手切れ金を残されての一方的な破局を迎えており、後にまりなは「男運が無く、いつも何らかの理由で駄目になってしまう」というジンクスを抱くようになった。『be』では鈴木源三郎と恋に落ち婚約までに至るが、わずか翌日に死別という形で実ることはなかった。好みのタイプは渋い中年系と公言しているが、『ADAM』では平井、『EVE雀』では（ゲームのルール上に過ぎないが）小次郎など同年代とも肉体関係を持っている。弥生からは「まりなはキス魔」と言われており、『be』の原作では真弥子、『ADAM』では藤井ユカといった同性ともペッティングに及んでいる。
『TFAシリーズ』では他者には言えない暗い過去を背負っていることになっており、自身のみならず両親も共に諜報員で、母親が防衛庁の陸幕二部のエージェントで、父親は内調の情報官を務め、甲野の上司であった時期もあるが、彼は自らのコネクションを利用して裏で麻薬ビジネスを行ってもいた。そんな中、日本が旧ソビエトと情報戦を繰り広げていた時期に、カウンター･インテリジェンスの為にあえて逃していた旧ソビエトのスパイ達をまりなの母親が次々と挙げてしまった事で、父親はソビエト側が提示してきた母親の暗殺を阻止するどころか、黙認だけでなくお膳立てまでして母親を北条家のボディ・ガードに暗殺させ、父親はソ連を経由する麻薬の入手ルートを確立している。当時のまりなの年齢は10歳で、しかも母親は自身の目の前で殺されており、この時に植えつけられたトラウマから、一時期薬漬けだった時期もあり、その麻薬でさえも、父親が自らの裏のビジネスで入手したものであった。それから数年後の高校時代には父親のサイドビジネスの手伝いをしていたが、父親の裏切りによる母親の暗殺の真実を知ってしまったまりなは、父親だけでなく関係者や密輸ルートも憎む様になり、麻薬取引の場で父親や関係者を抹殺、密輸に使われた漁船も跡形も無く燃やしている。この時に行った父親殺しが、最初の殺人となっている。それ以降のまりなの行動の数々には、不可解な点も見られている事が、甲野の独自の調査で明らかになっている。父親を含む麻薬密売の関係者を抹殺した後、アメリカの大学に留学すべく渡米しているが、それと同時期にアメリカには安くて純度の高いロシア、中国産となる新種の麻薬がもたらされており、甲野は母親の仇討ちでは無く、麻薬の独占権を得る為に父親を殺したのではないかと予想している。また、大学時代は年配の男性を中心に肉体関係を結んでおり、その中には会社役員や政府関係者もいた。帰国後は国家公務員試験を合格した所謂キャリア組となっているが、何故か公安の一捜査員を希望していたとされている。公安時代は非常にクリーンであったのに対し、内調のエージェントになってからは、使途不明金増加、諸外国における不動産所持等といった変化も現れ始めている。甲野はそれらがあくまでも諜報活動で必要なものだと信じて疑わず、まりな自身も任務において怠りは無かったのだが、逆にそこが不気味であるとも評されている。エージェントとしての人脈も幅広く、アメリカ大手銀行役員、石油会社役員、航空機メーカー役員等、層々たるメンバーがおり、イタリア系、ユダヤ系の人種が殆どを占めていたが、中にはロシア系や華僑が混ざっており、彼らの方が古くからの交流があったという。他にも、内調の任務以外でもまりなが海外で密かに設立させていた現地法人が存在するなど謎が多い。まりなが麻薬密売ルートを確保するブラックマーケットの実力者である事に関しては事実となっている。
愛銃はベレッタM1919・初期型（自称「イクイク」）。原作『burst error』のボックスアートと『R』のメインビジュアルで持っている銃はベレッタM1919ではなく、サプレッサーを装着したイングラムという短機関銃である。
ゲーム雑誌の人気投票では3位になった。

### レギュラー・準レギュラー
桂木弥生（かつらぎ やよい）
- 声：本多知恵子（be/PLUS/R/ZERO/TFA/ng）→行成とあ（rebirth terror）/日下千鶴（PLUS18禁）/不明（ADAM）/かわしまりの（ngX/EVE雀）

『EVE ZERO』『EVE The Fatal Attraction』『EVE new generation』にも登場。
現・桂木探偵事務所の所長。探偵としての腕も高いが、小次郎が所長代理をしていた際には事務を担当しており、小次郎らが現場で思う存分動けるように書類上のサポートをしながら探偵事務所を盛り上げてきた。男勝りな性格をしているが、根は繊細で寂しがり屋。パソコン以外の機械の操作を苦手とする一方、料理を始めとする家事類は得意。少女時代に小次郎が源三郎に連れられて家にやって来てからは幼馴染みのような、姉弟のような関係を経て恋人関係へと至る。しかし、父・源三郎の不正を小次郎が暴露してしまった事で、源三郎が逮捕されたため、小次郎とは別れた。また、まりなとはアメリカ留学時代からの親友で、当時まりながCIAの捜査官を目指していたのに対し、自らはFBIの捜査官を目指していた。
小次郎には冷たい態度をとる事も多い。一方で未練は残っており、何度も復縁を望んでいるが、関係が修復されたかに見えて、また喧嘩別れしてしまう事もある。
父・源三郎はエルディア共和国に重要な関係を持っている人物であり、シリアとは異母姉妹の関係だが、小次郎とまりなの意向によって、弥生本人はそれらの真相を知らず、源三郎は刑務所の服役中に火事で死んだと思っている。
ゲーム雑誌の人気投票では2位になった。
氷室恭子（ひむろ きょうこ）
- 声：松井菜桜子（be/PLUS/R/TLO/TFA/ng/rt）/神月あおい（PLUS18禁）/不明（ADAM）/藤森ゆき奈（ngX/EVE雀）

『EVE The Lost One』『EVE The Fatal Attraction』『EVE new generation』にも登場。
剣乃ゆきひろの過去作『悦楽の学園』からの登場人物で、教育監視機構の女性エージェント。
エージェントとしては優秀だが、高圧的な部分があり、対象外である事件や他人のプライバシーに関してまで勝手にでしゃばる悪い癖があり、甲野にその事を注意された事もあった。また、キャリア志向やエリート意識も強く、エージェント時代はキャリアに関する拘りを見せ、後輩だと思い込んでいたまりなに対しても、見下している節が強かった。
エール外国人学校ディレクターであるストールマンにかかった公金横領疑惑の調査の為、同校に生徒として潜入していたが、調査の過程において、別件で同校に派遣されたまりなの要人護衛任務を優先する必要性から、捜査を打ち切られてしまう。不満を持つ中で事件中に知り合った探偵の小次郎とともに、ストールマンの周囲で起きている暗殺者・テラーに関する事件を追いかける事になる。
身内である公安データベースへのクラッキング、エルディア大使館への潜入などの無茶な手段を用いてまで真実に近付こうとしたが、その中で政府が陰謀に加担している事実に直面し自身の公僕としての存在に疑問を抱く。しかし、そんな氷室なりの悩みを肯定し、以前に付き合っていた彼氏とは正反対に自分のことを魅力的だと熱弁する小次郎と話す内、弥生という女性がいることは分かっているものの肉体関係の一線を越えた（コンシューマー移植版ではキスまで）氷室は、小次郎に明確な愛情を抱くようになり、監視機構を退職しあまぎ探偵事務所へ転職する事を認めさせ、小次郎の公私におけるパートナーとなった。
続篇のシリーズではかなりのヤキモチ妬きであり、美人にデレデレしている小次郎を鋭い目で睨み付けたり、ヒールで足を踏みつける。
甲野三郎（こうの さぶろう）
- 声：野沢那智（be/PLUS/R/ZERO/TLO/TFA/ng）→ 内田直哉（rebirth terror）/オイリーはな（PLUS18禁）/不明（ADAM）/魚田明（ngX）

『EVE ZERO』『EVE The Lost One』『EVE The Fatal Attraction』『EVE new generation』にも登場。
内閣調査室(JCIA)所属の一員で、直属の部下である「本部長」と呼ばれている。オネエ言葉が特徴の自称「ダンディ中年」。まりなとは古い付き合いであるため、まりなの問題行為は、ある程度目を瞑る。元々は警視庁公安部本部長であり、後に美作らの同意のもと、まりなたち腹心を連れて内閣調査室を設立した。
しかし、『TLO』時に、身内から犯罪者を出してしまった事で立場が悪くなり、『TFA』時にはJCIAの傘下に取りこまれてしまうが、あの時に決意した「自立した日本を作る」という意志を今なお持ち続けて日々の任務に勤しんでいる。
妻帯者でありながら、香川美純と愛人関係にある。
愛銃はコルト・コンバットコマンダー
柴田茜（しばた あかね）
- 声：かないみか/みちる（PLUS18禁）

『EVE ZERO』にも登場。
海外版ではKanomi Shibata。週刊誌関係のルポライター。大型のカメラと眼鏡が特徴。口調は男っぽく、一人称が「ボク」であるボクっ娘。小次郎とは、桂木探偵事務所時代からの付き合い。情報や依頼を提供したり、新しい特ダネをもらったりしているが、小次郎が引き受けた依頼のギャラをすっぱ抜く等、ちゃっかりした面もある。小次郎に密かに想いを寄せていたのだが、弥生の存在もあって、その気持ちを打ち明けられずにいた。
『ZERO』で小次郎が関わった事件は元々は茜が提供した依頼が発端。一方、小次郎がエルディアに関わるきっかけとなる絵画創作依頼は茜がとってきたものではなく、桂木探偵事務所の乗っ取りを企てる二階堂が仕組んでいた事であり、当時仕事を干され行き詰っていた茜の事情を知る二階堂からの誘いに乗り、数回の肉体関係（コンシューマー移植版では話術を飴・暴力を鞭に例える上下関係）を結びながら共謀して小次郎の捜査状況をリークしていた。そしてエルディア共和国の国璽の半分を隠し持っていた茜は、ディーブによって捕らわれ凄惨な凌辱による拷問（移植版では殴打）を受ける事となるが、同じく囚われた小次郎と共に駆けつけてきた源三郎に助け出され、その後麻薬の解毒剤による幻覚の副作用にもがき苦しむ小次郎からも暴行を受けるが、無抵抗に徹し全ての行為を受け入れることで（移植版では抱擁）小次郎の精神的安定を取り戻させた。
グレン
- 声：飯塚昭三/秋田邦彦（PLUS18禁）

英名表記はGlen。『EVE ZERO』にも登場。裏世界の情報屋。源三郎や小次郎と付き合いが長く、小次郎愛用のグロック22もまたグレンが仕入れたものである。
『ZERO』『be』双方において、小次郎に情報を提供しているが、『be』では多額の報奨金に目が眩んだ結果、小次郎と対立していたディーブにも情報を流すという二重リークを行っており、結局それが裏世界の情報屋にとっての掟を破る事になって、最後は口封じのためシルディに背後から撃たれて殺された。
プリシア・レム・クライム
- 声：水谷優子/AYA（PLUS18禁）

『EVE The Lost One』『EVE The Fatal Attraction』にも登場。
英名表記はPrisia Lem Clime。海外版ではPatricia Curtis。日本での王位継承事件の際、不良達に絡まれていた所を小次郎に助けられ、そのまま小次郎に保護を受けていた。敬虔なイスラム教徒。家事を得意としているが、明るく振舞いすぎて空回りしたり、時おり奇抜な行動を見せる等、周囲を困惑させるも多かった。瞳の色は左が青、右が金であるオッドアイ。
中東の小国エルディア共和国の女王候補で、前国王の姪にあたる。御堂に命を狙われていたプリシアは、自らを支持してくれるストールマンに暗示をかけてもらい、プリン（海外版ではPuddin'）というプリシア王女の側近の別人格で行動していた。若いながらも女王即位後は責務と自覚をはっきりと持ち、『TLO』の際には新薬ADDの解放を宣言する等、国内外を問わずその政治的手腕が高評価をうける。
『TFA』では日本との国交強化のために訪日した。初恋の相手でもある小次郎に守ってもらった事を今でも忘れられないらしく、一人でいる時には、しばしば「プリン」としての自分に戻り、自らにとって運命の人である小次郎の事を思い出すなど、女王即位後も性格はあまり変わっていないようである。小次郎と再会した際にも、ためらわず小次郎に抱き付く等、小次郎の事になると周りが見えなくなる。
御堂 真弥子（みどう まやこ）
- 声：岡本麻弥/堀江由衣（PLUS/R）/Ruru（PLUS18禁）

『EVE The Lost One』にも登場。
エール外国人学校に通うエルディア国駐日大使の令嬢。糖尿病を患っており、インスリンを常用している。身辺警護のために派遣されたまりなを最初は毛嫌いしていたが、自らの性の体験談すら厭わないでプライベートな話をしたり、時には本気で怒り、愛撫に訴えてまで（コンシューマー移植版では共感）元気付けようとしてくれる明け透けな人柄に触れる内、いつの間にか忘れてしまう“笑顔”を取り戻させてくれるまりなに心を開いていく。
その正体はプリシアの遺伝子を利用して複製したクローンに前エルディア国王とアクアの記憶の一部を移植した、有機ヒューマノイド「μ-101」（海外版ではA101）であり、1年間に培養液で急速に現在の姿まで成長させた。そのため、骨格レベルに至るまでプリシアと同一の肉体を有しており、インスリンと称されて飲んでいた薬品は、前国王の記憶を繋ぎとめておくための薬品であった。前国王のみではなくアクアの記憶も移植されていることで、自分が前国王と妾の間に生まれて娘だと思い込まされており、王権派への復讐心から自らが女王になろうとしていた御堂とアクアの操り人形であった。前国王の人格が支配している間の真弥子は気絶に近い状態になっており、その間に行われた“処断”（殺人）の自覚症状は全く無かったが、その精神バランスの崩壊は進行を続け次第に日常生活に支障が出始める。
アクアを殺害した直後、真弥子は鏡に映った自分の姿に驚愕する。激しい頭痛と嘔吐が襲いパニックに陥りかけるが、防衛本能なのかアクアとは仲違いして別れたと記憶することで平常心を取り戻す。そして真弥子は小次郎に求婚し、手元にあった国璽の権利を放棄しプリシアへ王位を託した。
その後、御堂から真実を聞かされた真弥子は記憶が飛ぶ中で御堂を殺害してしまう。半狂乱となった真弥子は機関室に迷い込み小次郎に引き止められ我に返るが、小次郎・まりな・プリシア達と共に船倉に閉じ込められてしまう。
救助を待つ内に前国王の記憶を消失させた真弥子は、最後には全員を救うべく自ら犠牲になった。
クロージングクレジットの前後に挿入されるポートレイト風カットでは、トリスタン沈没までには一度も集ったことのない小次郎・まりな・プリシアの3名と共に、いずこかの場所で笑っている（PLUSではプリシアと手を繋いでいる）様子が描かれている。
続篇の『TLO』では覚醒を果たしており、真弥子の細胞がウイルス「LOSTONE」対策となるワクチンの製作に大きく関わる事になり、その後も生命維持装置で眠り続けていることになっている。『TFAシリーズ』では人造生命体「EVE」の始祖とされている。
二階堂進（にかいどう　すすむ）
- 声：上田祐司/中澤アユム（PLUS18禁）

『EVE ZERO』にも登場。
桂木探偵事務所の所員。所長である弥生に気があるらしく、彼女と恋人関係にある小次郎を勝手にライバル視しているが、おぼっちゃん育ちでプライドが高いので、いつも小次郎にからかわれている。電子手帳には複数の女性のプライベートなデータを登録していた。
『be』にて小次郎が桂木探偵事務所をやめてからは本格的に弥生を手に入れようとするが身を許してくれるのは愛撫（コンシューマー移植版ではキス）までで最後の一線は越えられず、まだ小次郎に未練があることを思い知らされたために手段を変更し、桂木探偵事務所の乗っ取りを画策する。事務所がエルディア大使である御堂とディーブから絵画の捜索を依頼され担当することになった二階堂は、2人と個別に交渉し買い取り価格を競わせ高い方に売りつけることを画策。一方現物の捜索には肉体関係を持っていた（移植版では話術を飴・暴力を鞭に例える上下関係）茜を介して労せずに小次郎にやらせることにする。結果、小次郎にまんまと絵画を発見させた二階堂は、一緒に入っていた国璽の片割れを2人に隠れて密かに手に入れるも、数時間後に再び来宅した際に現場に落ちていた凶器と思しきサバイバルナイフに自らの指紋を残してしまったとは知らずに立ち去るという単純ミスを犯し、本物のストールマン殺しの容疑をかけられ指名手配となる。
プリンセス・ホテルから身動きが取れなくなった二階堂は、茜を呼び出し殴ったりもしながら小次郎の動きをさらに調べるよう頼みこみ密会する。茜が去った後は続けて来訪した御堂たちを招き入れるが、隠れていたまりながクローゼットから出てきた時にはすでに殺害されていた。
香川 美純（かがわ みすみ）
- 声：渕崎ゆり子/結城みづほ（PLUS18禁）

『EVE The Lost One』『rebirth terror』にも登場。
公安の内務監査官。駐日エルディア大使・御堂から外務省経由でまりなの真弥子護衛任務に不手際があったとしてこれを監査することになる。プライドが高く、キツめな性格の持ち主。また、デスクワーク重視の職業のため、現場の現状に対する理解力は薄い。破天荒なまりなのことをあまりよく思っていない。
桂木 源三郎（かつらぎ げんざぶろう）
- 声：納谷悟郎/大塚明夫（PLUS/R）/佐倉徹（PLUS18禁）

『EVE ZERO』にも登場。
弥生の実の父親で、元・桂木探偵事務所の所長。天涯孤独になった小次郎に探偵としてのあらゆるノウハウを叩き込んだ養父である。小次郎とは互いにいがみ合いながらも、その信頼関係は強い。有能な探偵であるが、姿を消してしまうことも頻繁にあった。
『be』にて、不正を行っていた事を小次郎に突き止められ刑務所に服役していたが、後に刑務所に火を放ち逃走。表沙汰ではその時焼死ということになっており、娘の弥生にもそのまま死んだことにして会おうとはしなかった。その後、鈴木源三郎という偽名で、弥生の異母姉妹でもあるシリアのサポートを受けつつ行動し、職業も「サンプラス生命保険」のセールスマンと偽り、まりなと接触。彼女と行動を共にし、恋愛関係を経て婚約関係にまで至っている。また、小次郎と茜が危機に瀕した際にも、彼の元に現れており、麻薬を打たれた小次郎に解毒剤と行方の判らなくなった国璽の一部を与え、自らに関する真相を明かしている。
かつてはエルディア共和国旧情報部に所属していた過去があり、当時は「エルディア情報部の中心である三人の東洋人の一人」として、実行部隊「テラー」の隊長を務め、「Cプロジェクト」を発案した。だが、自らの計画の末に生み出された有機ヒューマノイドを目の当たりにした時に、その非道なエゴに嫌気が差して情報部を去り、帰国後に。祖国の日本に帰国し、桂木探偵事務所を開く。また、エルディアにいた時期に、現地の女性と関係を持ち、シリアをもうける。エルディア情報部からの刺客が日本にまで送り込まれたことから、源三郎はワザと不正行為を行い、小次郎に暴かせることによって刑務所に服役し、更には刑務所に火を放つことで死を偽装していた。鈴木源三郎と名乗ってからは、エルディアに二重スパイとして残したシリアと連絡を取り合って、御堂やディーブと決着をつけるために行動。人相を変えるために、髭を生やしていた。
沈み行く豪華客船「トリスタン号」の中でシリアの亡骸と運命を共にする。最後まで、弥生の名を叫び続けていた。
愛銃はワルサーP38

## ノベライズ
- イヴ・ザ・ロストワン（山田桜丸、1998年4月、扶桑社、ISBN 4-594-02471-8）
自身がシナリオを書いた同名ゲームのノベライズ。
- イヴゼロ The Beginning EVE（山田桜丸、2000年4月、ファミ通文庫、ISBN 4-7577-0004-0）
オリジナルストーリー。
- EVE TFA 亡き王女のための殺人遊戯（桜庭一樹、2001年9月、ファミ通文庫、ISBN 4-7577-0573-5）
オリジナルストーリー。
- EVE burst error PLUS サヨナラキョウコ、サヨナラセカイ（桜庭一樹、2003年8月、ファミ通文庫、ISBN 4-7577-1547-1）
オリジナルストーリー。

## コミカライズ
- EVE new generation（画：藤真拓哉、2006年11月、角川コミックス・エース、全1巻、ISBN 4-04-713880-0）
登場人物は共通しているが、ストーリーはゲームとまったく異なったものになっている。